# Танасийчук, Виталий Николаевич
Виталий Николаевич Танасийчук (18 января 1928, Ленинград — 4 декабря 2014, Санкт-Петербург) — советский и русский энтомолог, доктор биологических наук, фотограф, спелеолог, популяризатор энтомологии и макрофотографии, ведущий научный сотрудник Лаборатории систематики насекомых Зоологического института РАН.

## Биография
Родился 18 января 1928 года в семье биологов Николая Парфёновича (1890—1960) и Веры Степановны Танасийчук (1908—1990). После окончания в 1953 году биолого-почвенный факультета Саратовского университета, работал в Астраханском заповеднике и на Грозненской сельскохозяйственной станции. В 1955 году поступил в аспирантуру Зоологического института АН СССР. В 1952 году защитил кандидатскую на тему «Хищные мухи рода Leocopsis европейской части СССР», а в 1987 году докторскую диссертацию на тему «Мухи-серебрянки (Chamaemyiidae) фауны СССР». Вышел на пенсию в 2006 году. Скончался 4 декабря 2014 года.
Около полувека состоял в браке с Дорой Михайловной Танасийчук.

## Научная деятельность
Основная научная деятельность связана с систематикой мух-серебрянок. По этой группе он был одним из ведущих специалистов. Заложил основы современной классификации, выявил направления филогенетического развития и закономерности географического распространения этого семейства двукрылых. Автор более чем 120 научных публикаций по энтомологии. Входил в состав Комиссий по координации исследований в заповедниках и Комиссии по спелеологии и карстоведению Географического общества СССР. Танасийчук был одним из первых спелеологов Ленинграда и одним из основателей в 1964 году Ленинградской спелеологической секции (сейчас — Петербургский клуб спелеологов).

### Научные публикации
- Танасийчук В. Н. Мухи-серебрянки (Chamaemyiidae) // Фауна СССР. Насекомые двукрылые. — Л.: Наука, 1986. — Т. 14, вып. 7. — 335 с. — (Новая серия № 134).

### Научно-популярные издания
- Танасийчук В. Н. В гостях у насекомых / Худож. В. В. Бастрыкин. — М.: Детская литература, 1970. — 16 с. — 300 000 экз.
- Ошанин С. Л., Танасийчук В. Н. Макросъемка в природе. — М.: Искусство, 1973. — 144 с. — (Массовая фотографическая библиотека). — 50 000 экз.
- Танасийчук В. Н. Шестиногие соседи. — М., 1973.
- Танасийчук В. Н. Мы едем на край света. — М., 1974.
- Танасийчук В. Н. Под землей с фотоаппаратом: Рассказы спелеолога. — М.: Детская литература, 1974. — 96 с. — 50 000 экз.
- Танасийчук В. Н. Подземные дворцы. — М., 1978.
- Танасийчук В. Н. Энтомология в картинках / Рис. Р. Варшамова. — М.: Детская литература, 1980. — 40 с.
- Танасийчук В. Н. У подножия солнца. — М.: Детская литература, 1981. — 32 с. — 300 000 экз.
- Танасийчук В. Н. Сколько глаз у стрекозы?. — М., 1986.
- Танасийчук В. Н. С мамонтенком в Японию. — М., 1987.
- Танасийчук В. Н. Кто видит ушами?. — М., 1987.
- Танасийчук В. Н. Экология в картинках. — М., 1989.
- Танасийчук В. Н. Для чего коту усы?. — М., 1991.
- Танасийчук В. Н. Удивительная прогулка: Экология в картинках. — М.: Издательский Центр детской книги, 1995. — 64 с. — 30 000 экз.
- Танасийчук В. Н. Где живет единорог?. — М., 1996.
- Танасийчук В. Н. Энтомология в картинках / Худож. Г. Д. Целищев. — Петрозаводск: Кругозор, 1996. — 32 с. — 15 000 экз. — ISBN 5-7500-0010-9.
- Танасийчук В. Н. Пятеро на Рио Парагвай. — М.: КМК, 2003. — 272 с. — 2000 экз. — ISBN 5-87317-139-4.
- Танасийчук В. Н. Невероятная зоология: Зоологические мифы и мистификации. — М.: КМК, 2011. — 376 с. — 1500 экз. — ISBN 978-5-87317-735-6.
- Танасийчук В. Н. Цокотуха ли муха?: Записки старого энтомолога. — М.: КМК, 2011. — 424 с. — 800 экз. — ISBN 978-5-87317-794-3.
- Танасийчук В. Н. Где живет единорог, или Зоологические истории. — М.: Издательский Дом Мещерякова, 2012. — 160 с. — (Научные развлечения). — 3000 экз. — ISBN 978-5-91045-431-0.